# Gotthold Ephraim Lessing
Gotthold Ephraim Lessing (Kamenz, 22 januari 1729 – Brunswijk, 15 februari 1781) was een Duits schrijver en dichter uit de Verlichting. Hij wordt ook wel als de eerste moderne schrijver in de Duitse literatuur beschouwd.

## Levensloop
Lessing was de zoon van een protestantse dominee en groeide op in een pastorie. Hij ontving een beurs voor de vorstenschool St. Afra te Meißen, waar hij tussen 1741 en 1746 studeerde. Vanaf 1746 ging hij te Leipzig theologie studeren. Hij maakte er kennis met de theatervereniging Die Neubersche Truppe. Zij voerde in 1748 zijn eerste toneelstuk op, de komedie Der junge Gelehrte, die meteen een succes was. In Wittenberg studeerde hij enige tijd geneeskunde (tot 1752). Zijn interesse ging echter steeds sterker uit naar de literatuur. Hij was vastberaden een onafhankelijk schrijver te worden.
Hij had voordien reeds in Berlijn als vertaler en op een krantenredactie gewerkt. In 1749 schreef hij er twee komedies. Hij raakte aldaar bevriend met de filosoof Moses Mendelssohn en de schrijver Friedrich Nicolai, met wie hij later een theoretisch werk over de literatuur uitgaf, Briefe, die neueste Litteratur betreffend. Dit luidde een nieuwe stijlperiode in het Duitse classicisme in. Lessings opvattingen over de esthetiek van het theater incorporeerden zowel gevoelsmatige als morele dilemma's, een stelling die hij in zijn treurspelen verder uitwerkte.
Tot 1755 verbleef Lessing als voltijds auteur in Berlijn, waar hij gedichten, polemieken en de burgerlijke tragedie Miß Sara Sampson publiceerde. Ook ontmoette hij Voltaire, met wie hij echter niet best overeenkwam. Hij begon in 1756 aan een educatieve reis door Europa met Johann Gottfried Winkler, de zoon van een koopman. Node werd de reis in Amsterdam echter afgebroken door toedoen van de Zevenjarige Oorlog. Lessing moest naar Leipzig terugkeren. In Leipzig teruggekeerd schreef hij in 1759 drie boeken met antieke Fabeln, wier moraal hij vanuit het ideaal van de Verlichting interpreteerde. Hij diende tijdens de oorlog onder de Pruisische generaal Von Tauentzien te Breslau. Vanaf 1765 was hij weer in Berlijn, waar hij een kunsttheoretisch traktaat schreef en eveneens zijn oorlogservaringen neerschreef in Minna von Barnhelm, een razend populaire komedie.
Lessing was steeds op zoek naar financiële stabiliteit. Daarom nam hij een post als recensent en dramaturg aan het Hamburger Nationaltheater aan. Omdat zijn hieruit ontstane bundel Hamburgische Dramaturgie niet het gehoopte succes opleverde, poogde hij nog in Hamburg een drukkerij op te richten, wat eveneens een fiasco werd. Lessing dreigde in armoede te vervallen en was daarom genoopt zijn bibliotheek te verkopen. Om toch aan een inkomen te komen nam hij in 1770 een benoeming aan als bibliothecaris te Wolfenbüttel van de hertogelijke bibliotheek, de huidige Herzog August Bibliothek. Dit stelde hem in staat een regulier burgerlijk leven te leiden. Hij betrok een woning die dicht bij de bibliotheek gelegen was, die nu de naam Lessinghaus draagt en een museum herbergt. Hij huwde in 1776 met Eva König, die evenwel reeds in 1778 in het kraambed overleed. In Wolfenbüttel is Lessing vrijmetselaar geworden. Hij schreef in 1772 zijn bekendste tragedie Emilia Galotti. De première vond plaats in Brunswijk.

## Tolerantie
Lessings werk stond in het teken van de godsdiensttolerantie en daarmee ook van het afwijzen van fanatisme en onverdraagzaamheid. Hij werd een vrijdenker en neigde in zijn eigen opvattingen naar het deïsme en de vrijmetselarij. Zijn 'vrije' denkbeelden omtrent religie leidden herhaaldelijk tot botsingen. Hij publiceerde in zijn functie als bibliothecaris een reeks fragmenten van een vriend van hem uit Hamburg, die in 1768 overleden was, Hermann Samuel Reimarus. Deze vriend hield er voor die tijd zeer gewaagde ideeën op na, waarbij hij de Bijbel niet letterlijk opvatte, maar uitging van de morele boodschappen die ze bevat. In deze fragmenten, wier auteur Lessing niet wilde prijsgeven, werd de Bijbel vanuit het verlichte standpunt gedemystificeerd en met een wetenschappelijke blik bekeken.
Hierdoor raakte Lessing in een hetze verwikkeld met de priester Melchior Goeze. De pennenstrijd, met Lessings Anti-Goeze werd op den duur dermate heftig dat de hertog, zijn broodheer, geen andere keuze had dan Lessing de censuur op te leggen, die hem nochtans eerst uitdrukkelijk bespaard was geweest. Lessing, ondertussen een overtuigd vrijmetselaar geworden, besloot Nathan der Weise te schrijven. Dit stuk, een ideeëndrama in vijf bedrijven, speelt zich af ten tijde van de kruistochten in de 12e eeuw in Jeruzalem aan het hof van de Saraceense vorst Saladin. Hierin figureren een christen, in de persoon van een Tempelier, de jood Nathan en de moslimvorst die dichter bij elkaar staan dan zij aanvankelijk dachten. De jood komt gevraagd naar het ware geloof tot de conclusie dat dit in feite niets anders dan mensenliefde moet zijn, onafhankelijk van gevestigde religies. Een belangrijk element hierin is de Ringparabel, een verhaal over drie uiterlijk identieke ringen met een edelsteen, een opaal, waarvan er één een bijzondere werking moet hebben, maar niemand weet welke van de drie dat is. Het is aan de drager van elke ring zelf te bewijzen dat hij degene is die inderdaad beschikt over de gaven die eraan worden toegedacht. Die parabel is ook reeds te vinden in de derde vertelling in de Decamerone van Giovanni Boccaccio. Het verhaal van de drie gelijkende ringen duikt al op in de 12e eeuw en is waarschijnlijk in de Moorse tijd op het Iberisch Schiereiland door Sefardische Joden bedacht.
In de figuur van Nathan de Wijze zou Lessing zijn vriend Moses Mendelssohn, de initiator van de Joodse Verlichting op literaire wijze onsterfelijk maken.
Dit stuk, tevens een van Lessings beroemdste, werd echter slechts postuum opgevoerd (in 1783), hoewel de tekst al was gepubliceerd in 1779. Wel schreef hij nog een belangrijke verhandeling over zijn visies, Die Erziehung des Menschengeschlechts.
Toen Lessing stierf, was hij een der groten van de literatuur, ofschoon enigszins verbitterd in zijn strijd tegen fanatisme en, zonder vrouw of kinderen, persoonlijk vereenzaamd.
De grote vernieuwing van Lessing voor het theater ligt in zijn aandacht voor het persoonlijk-menselijke. In tegenstelling tot Gottsched, die het theater had 'gereinigd', streefde Lessing naar meer dan het morele dilemma. Uiteraard is de invloed van het Verlicht-Klassieke theater sterk aanwezig in Lessings stukken: de personages spreken in correcte, afgewogen volzinnen, er zijn geen volkse invloeden te bespeuren en het verhaal heeft steeds een 'hogere' maatschappelijke dimensie; Lessing schreef dan ook wat hij zelf het burgerlijk drama noemde.
Het belangrijke verschil met de ietwat steriele conventies van het streng klassieke theater à la Gottsched is echter dat, wat Lessing betrof, zijn stukken steeds catharsis dienden uit te lokken. Wat op de scène te zien was, moest in eerste instantie iets menselijks en aangrijpends zijn. Niettegenstaande de ernstige morele overpeinzingen die bij Lessing zeker aanwezig zijn (bijvoorbeeld Emilia die haar vader vraagt haar te vermoorden), dienden zijn toneelstukken als methode voor een diepgravende psychologische analyse van de figuren.
Lessing wilde mensen neerzetten in plaats van personages. Om die reden behoren Emilia Galotti en Nathan der Weise tot de grote klassieke tragedies uit de 18de eeuw.

In zijn helemaal aan het einde van zijn leven geschreven werk Die Erziehung des Menschengeschlechts beredeneert Lessing de noodzaak van reïncarnatie voor de mens.

## Trivia
- De Ringparabel in Lessings Nathan der Weise zou begin 21ste eeuw de Duitse filosoof Peter Sloterdijk inspireren voor delen van zijn Gottes Eifer (2007, Nederlandse vertaling Heilig vuur, 2008). Daarin ontleedt Sloterdijk de overeenkomsten en verschillen tussen de drie monotheïstische godsdiensten. Volgens hem kan de moeizame plaats van de religies in de moderne tijd alleen begrepen worden wanneer het strijdbare ín het karakter ervan wordt onderkend. Jodendom, christendom en islam zouden uitgedaagd worden om uit de illusie van een "vreedzame co-existentie" te treden om een (soms pijnlijke) dialoog aan te gaan. Slechts dan kunnen ze deel uitmaken van en een rol spelen in de nieuwe, interculturele samenlevingen.
- In de parabel over Barbertje van Multatuli gebruikt de rechter Nathan der Weise als jurisprudentie.

## Biografieën 19e eeuw
- K.G. Lessing G.E. Lessings Leben, uitg. O.F. Lachmann, Leipzig (1888, oorspr. 1793-1795)
- Th.W. Danzel & G.E. Guhrauer G.E. Lessing: sein Leben und seine Werke Band I (1850), Band II (1854)
- H. Doering G.E. Lessings Biographie, uitg. Jena (1853)
- A. Stahr G.E. Lessing: sein Leben und seine Werke Band I en Band II, uitg. Berlijn (1859)
- K. Fischer G.E. Lessing als Reformator der deutschen Literatur, Band I en II, uitg. Stuttgart (1881)
- H. Düntzer Lessings Leben, uitg. Leipzig (1882)
- E. Schmidt Lessing: Geschichte seines Lebens und seiner Schriften, Band I (1884) en Band II (1892)

## Biografieën 20e eeuw
- K. Borinski Lessing, Band I en II, uitg. Berlijn (1900)
- R.M. Werner G.E. Lessing, uitg. Leipzig (1908)
- R. Riemann G.E. Lessing, uitg. Leipzig (1910)
- W. Oehlke Lessing und seine Zeit, Band I en II, uitg. München (1919)
- G. Witkowski Lessing, uitg. Bielefeld (1921)
- A.M. Wagner Lessing: das Erwachen des deutschen Geistes, uitg. Leipzig (1931)
- H.B. Garland Lessing, the founder of modern German literature, uitg. Cambridge (1937)
- O. Mann Lessing: Sein und Leistung, uitg. Hamburg (1949)
- H. Schneider Lessing: zwölf biographische Studien, uitg. Bern (1951)
- P. Rilla Lessing und sein Zeitalter, uitg. Berlijn (1958)
- W. Drews G.E. Lessing in Selbstzeugnissen und Bilddokumenten, uitg. Reinbek bei Hamburg (1962)
- Wolfgang Ritzel Gotthold Ephraim Lessing, uitg. Kohlhammer, Stuttgart (1966)
- Elisabeth Brock-Sulzer Gotthold Ephraim Lessing, uitg. Friedrich Velber (1967)
- Gerhard Bauer & Sibylle Bauer Gotthold Ephraim Lessing, uitg. Wissenschaftliche Buchgesellschaft, Darmstadt (1968)
- F. Andrew Brown Gotthold Ephraim Lessing, uitg. Twayne Publishers, New York (1971)
- Siegfried Seidel Gotthold Ephraim Lessing, uitg. VEB Bibliographisches Institut, Leipzig (1981)
- Hilde Höllerer-März e.a. Gotthold Ephraim Lessing, uitg. Andreas, Salzburg (1981) ISBN 3-85012-082-1 en ISBN 3-85012-083-X
- Günter Schulz Lessing und der Kreis seiner Freunde, uitg. Schneider, Heidelberg (1985) ISBN 3-7953-0724-4
- Edward M. Batley Catalyst of Enlightenment, Gotthold Ephraim Lessing: productive criticism of eighteenth-century Germany, uitg. Lang, Bern (1990) ISBN 3-261-04193-5
- Wolfgang Albrecht Gotthold Ephraim Lessing, uitg. Metzler, Stuttgart (1997) ISBN 3-476-10297-1
- Peter J. Brenner Gotthold Ephraim Lessing, uitg. Reclam, Stuttgart (2000) ISBN 3-15-017622-0
- Markus Fauser Gotthold Ephraim Lessing, uitg. Wissenschaftliche Buchgesellschaft, Darmstadt (2008) ISBN 978-3-534-19883-2